# Équipe cycliste Hopplà-Petroli Firenze-Don Camillo
L'équipe cycliste Hopplà-Petroli Firenze-Don Camillo est une équipe cycliste italienne, ayant le statut d'équipe continentale lors de la saison 2020.

## Principales victoires
- Trophée de la ville de Castelfidardo : 2024 (Francesco Della Lunga)

## Classements UCI
L'équipe participe aux circuits continentaux et principalement à des épreuves de l'UCI Europe Tour. Le tableau ci-dessous présente les classements de l'équipe sur ce circuit, ainsi que son meilleur coureur au classement individuel.
UCI Europe Tour
| UCI Europe Tour | UCI Europe Tour        | UCI Europe Tour                           | UCI Europe Tour |
| Année           | Classement par équipes | Meilleur coureur au classement individuel |                 |
| --------------- | ---------------------- | ----------------------------------------- | --------------- |
| 2020            | 97e                    | Gabriele Benedetti (1260e)                |                 |
|                 |                        |                                           |                 |
| Source : UCI    |                        |                                           |                 |

L'équipe est également classée au Classement mondial UCI qui prend en compte toutes les épreuves UCI et concerne toutes les équipes UCI.
| Classement mondial | Classement mondial     | Classement mondial                        | Classement mondial |
| Année              | Classement par équipes | Meilleur coureur au classement individuel |                    |
| ------------------ | ---------------------- | ----------------------------------------- | ------------------ |
| 2020               | 168e                   | Gabriele Benedetti (1700e)                |                    |
|                    |                        |                                           |                    |
| Source : UCI       |                        |                                           |                    |

## Casillo-Petroli Firenze-Hopplà en 2020[1]
| Cycliste           | Date de naissance | Nationalité | Équipe 2019                              |  |
| ------------------ | ----------------- | ----------- | ---------------------------------------- |  |
| Pasquale Abenante  | 27 février 1998   | Italie      |                                          |  |
| Gabriele Benedetti | 9 juin 2000       | Italie      |                                          |  |
| Samuele Carpene    | 31 mars 2000      | Italie      |                                          |  |
| Lorenzo Cataldo    | 7 novembre 1999   | Italie      |                                          |  |
| Andrea Cervellera  | 23 décembre 1998  | Italie      |                                          |  |
| Luca Coati         | 30 novembre 1999  | Italie      |                                          |  |
| Edoardo Faresin    | 11 mars 1998      | Italie      |                                          |  |
| Davide Ferrari     | 8 septembre 1999  | Italie      | Team Beltrami TSA-Hopplà-Petroli Firenze |  |
| Moreno Marchetti   | 27 avril 1998     | Italie      | Neri Sottoli-Selle Italia-KTM            |  |
| Marco Murgano      | 29 mars 1998      | Italie      |                                          |  |
| Alex Raimondi      | 30 mars 2000      | Italie      |                                          |  |
| Laurent Rigollet   | 23 août 1999      | Italie      |                                          |  |
| Frederik Thomsen   | 3 octobre 2000    | Danemark    | Team Waoo                                |  |
| Alex Tolio         | 30 mars 2000      | Italie      |                                          |  |
| Alessandro Verre   | 17 novembre 2001  | Italie      |                                          |  |
| Matteo Zurlo       | 1er août 1998     | Italie      |                                          |  |